# Sega Blast City
La Sega Blast City (ブラストシティ) est une borne d'arcade de Sega sortie dans les salles d'arcade japonaises en 1996 avec le jeu Virtua Fighter 3 sur Model 3. Elle succède à la borne d'arcade Sega New Astro City. Assez proche de cette dernière dans sa conception, elle est toutefois un peu plus massive et plus lourde et apporte quelques innovations telles qu'un écran à tube plat qui peut afficher des résolutions plus élevées (jusqu'à 640 par 480 en 31Khz).

## Dimensions
- Hauteur : 164.3 cm
- Largeur : 76 cm
- Profondeur : 93.9 cm
- Poids : 101 kg
- Taille de l'écran (diagonale): 29 pouces

## Différentes révisions
La Sega Blast City connait trois évolutions. Les changements se situent au niveau de la platine:
- Platine de marque Sanwa: les premiers modèles de Blast City.
- Platine de marque Eizo Nanao de type MS-2930 avec synchronisation manuelle de la fréquence d'affichage.
- Platine de marque Eizo Nanao de type MS-2931 avec synchronisation automatique de la fréquence d'affichage. Les Blast City équipées de ces platines sortent en 1998 et sont parfois appelées "New Blast City" ou "Super Blast City"